# Lac Sandbeach
Pour les articles homonymes, voir Sandbeach.
Le lac Sandbeach, en anglais Sandbeach Lake, est un lac dans l'État américain du Colorado. Il est situé à une altitude de 3 136 m dans le comté de Boulder et le parc national de Rocky Mountain. On peut l'atteindre via le Sandbeach Lake Trail, un sentier de randonnée inscrit au Registre national des lieux historiques depuis le 29 janvier 2008.